# Reiff
Reiff là một đô thị ở huyện Bitburg-Prüm, trong bang Rheinland-Pfalz, phía tây nước Đức. Đô thị Reiff có diện tích 5,8 km², dân số thời điểm ngày 31 tháng 12 năm 2006 là 55 người.